# Messerschmitt S 15
Die Messerschmitt S 15 war ein 1924 produzierter deutscher Motorsegler und das erste einer Reihe von motorisierten Leichtflugzeugen, die Willy Messerschmitt in den 1920er Jahren bis hin zur M 17 entwarf.

## Entwicklung
Nach der erfolgreichen Teilnahme seines Segelflugzeuges S 14 am IV. Rhönwettbewerb von 1923 entschloss sich Willy Messerschmitt im Herbst des Jahres, auf dessen Basis eine motorisierte Ausführung zu entwickeln. Diese war zur Teilnahme am Folgetreffen von 1924, wo erstmals Motorsegler zugelassen wurden, gedacht. Die Würzburger Arbeitsgemeinschaft zur Förderung von Flugsport und Flugtechnik in Unterfranken, die bereits eine der beiden S 14 erworben hatte – bzw. die dahinter stehende und als Geldgeber agierende Reichswehr in Gestalt der dortigen 7. Kraftfahrkompanie – bekundete Interesse und gab ein Exemplar in Auftrag. So war die finanziellen Grundlage vorhanden, mit deren Hilfe Messerschmitt im Winter 1923 in der Werkstatt seines neugegründeten Unternehmens mit dem Bau beginnen konnte. Er konstruierte die Tragfläche der S 14 etwas schlanker und gestaltete den Rumpfbug zum Einbau eines kleinen Motors entsprechend um. Die Steuerung durch Kippen des Tragflügels und Verwindung der Außenflügel wurde zunächst beibehalten. Als Antrieb diente ein Victoria-Motor mit lediglich 7,36 kW (10 PS) und 500 cm³ Hubraum, der im Fußraum vor dem Flugzeugführer untergebracht war und auf die darüber liegende Luftschraube über einen Kettenantrieb mit 1:2,6 Untersetzung wirkte. Dazwischen wurde der Kraftstoffbehälter installiert.
Im Frühjahr 1924 war der Motorsegler vollendet. Die Erprobung in Bamberg begann mit Rollversuchen, die von Carl-August von Schönebeck, einem ehemaligen Jagdflieger des Ersten Weltkrieges, durchgeführt wurden. Beim ersten Startversuch versuchte von Schönebeck, durch Andrücken des Steuerknüppels, das Heck der S 15 vom Boden freizubekommen. Dabei kam es zu einem Überschlag, bei der der Flugzeugführer zwar unverletzt blieb, das Heck des Flugzeugs mit dem Seitenleitwerk sowie die Luftschraube aber schwer beschädigt wurden. Es stellte sich heraus, dass die verwendete Kippflügelsteuerung für den Start motorisierter Flugzeuge nicht geeignet war. Die S 15 wurde deshalb umgebaut und erhielt eine fest auf dem Rumpf installierte Tragfläche; die Flächenverwindung jedoch wurde beibehalten. Auch der Motor hatte sich als zu schwach erwiesen und wurde durch einen 16-PS-Douglas (nach anderen Quellen 22,6 PS) mit 700 cm³ Hubraum ersetzt. Derart umgestaltet, wurde die Erprobung Ende Mai 1924 wieder aufgenommen. Diesmal fungierte Heinz Seywald, der Mitglied Würzburger Arbeitsgemeinschaft, des Auftraggebers, war, als Testpilot. Die Flüge wurden ohne weitere Probleme absolviert und am 16. Juni erreichte Seywald bereits eine Höhe von 450 m bei einer Flugdauer von 45 min. Zum Fronleichnam am 19. Juni führte er die S 15 einem größeren Publikum im Flug vor. Der Motorsegler wurde anschließend zum neuen Eigentümer nach Würzburg übereignet, wo er bereits am 20. Juni bei der feierlichen Eröffnung der Fliegerschule auf dem Flugplatz Würzburg als deren einziges Motorflugzeug öffentlich präsentiert wurde. Erst 1925 war die Fliegerschule soweit mit Flugzeugen ausgestattet, dass sie mit dem Schulbetrieb beginnen konnte. Am Rhönwettbewerb, dem ursprünglichen Anlass für die Konstruktion, nahm die S 15 nicht teil; dafür wurde der verbesserte Nachfolger S 16 vorgesehen und genutzt.

## Konstruktion
Die Messerschmitt S 15 ist ein unverspannter Hochdecker in Holzbauweise. Der durchgehende Tragflügel ist auf dem Rumpf aufgesetzt und beidseitig mit zwei Stielen an diesem abgestützt. Das Holzgerüst ist mit Sperrholz beplankt und besitzt einen viereckigen Querschnitt, in einer waagerechten Heckschneide auslaufend. Die Tragfläche besteht aus drei Teilen: dem rechteckigen Mittelstück mit torsionsresistenten Kastenholm und den stoffbespannten Außenflächen mit holzbeplankten Vorderkanten. Das stoffbespannte Holzgerüst-Seitenleitwerk ist freistehend auf den Rumpf aufgesetzt, das Höhenleitwerk gleichen Aufbaus befindet sich dahinter am äußersten Heck. Als Fahrwerk dienten zwei an einer durchgehenden Achse befestigte Scheibenräder mit Gummibereifung und geringer Spurweite sowie ein Schleifsporn am Heck.

## Technische Daten
| Kenngröße             | Daten                                                                         |
| --------------------- | ----------------------------------------------------------------------------- |
| Besatzung             | 1                                                                             |
| Spannweite            | 14,60 m                                                                       |
| Länge                 | 5,00 m                                                                        |
| Flügelfläche          | 14,50 m²                                                                      |
| Flügelstreckung       | 14,7                                                                          |
| Flächenbelastung      | 21 kg/m²                                                                      |
| Rüstmasse             | 170 kg                                                                        |
| Zuladung              | 130 kg                                                                        |
| Startmasse            | 300 kg                                                                        |
| Antrieb               | ein Zweizylinder-Zweitaktmotor Douglas mit starrer Zweiblatt-Holzluftschraube |
| Leistung              | 16 PS (12 kW)                                                                 |
| Kraftstoffvorrat      | 12 l                                                                          |
| Kraftstoffverbrauch   | 3 l/100 km                                                                    |
| Höchstgeschwindigkeit | 115 km/h                                                                      |
| Reisegeschwindigkeit  | 90 km/h                                                                       |
| Landegeschwindigkeit  | 50 km/h                                                                       |
| Reichweite            | 400 km                                                                        |